# جون مكنيل (سياسي كندي)
جون مكنيل هو سياسي كندي، ولد في 1 مارس 1848، وتوفي في 12 نوفمبر 1924 في ويست بيرث في كندا. حزبياً، نشط في Patrons of Industry ‏. وقد انتخب عضو برلمان مقاطعة أونتاريو.